# النوارة
النوارة  مدينة في شمال جمهورية مالي، قريبة من الحدود الموريتانية. كانت عاصمة إقليم باغنة الساحل. وهي الآن دائرة تتبع ولاية كوليكورو المالية.